# Lubja
Lubja är en by i norra Estland. Den ligger i Viimsi kommun och i landskapet Harjumaa, 10 km nordost om huvudstaden Tallinn. Antalet invånare var 472 år 2011.
Lubja ligger 21 meter över havet och terrängen runt byn är platt. Lubja ligger på halvön Viimsi poolsaar utmed landsvägen mellan grannbyarna Haabneeme och Leppneeme. Runt Lubja är det ganska tätbefolkat, med 248 invånare per kvadratkilometer. I omgivningarna runt Lubja växer i huvudsak blandskog.
Årsmedeltemperaturen i trakten är 4 °C. Den varmaste månaden är juli, då medeltemperaturen är 18 °C, och den kallaste är januari, med −10 °C.